# Лисянський полк
Лисянський полк — адміністративно-територіальна і військова одиниця України у 17 столітті.
Полковий центр — Лисянка (нині селище Черкаської області). Заснований М.Кривоносом.

## Історія
Як військова одиниця існував короткий час на початку гетьманства Б.Хмельницького з 1648 року, відокремившись від Корсунського полку. За Зборівською угодою був ліквідований та знов включений до Корсунського полку.
До Лисянського полку увійшли три місцеві сотні: Демковича, Гавриленкова і Лисянська, а також, очевидно, деякі периферійні сотні Корсунського полку: Синицька, Вільшанська, Городищенська, Мліївська.
На території полку з 1657 по 1666 роки існувала Капустяно Долинська Паланка, та Полк в 1657 відвідував турецький мандрівник Евлій Челебі. 
У 1665 році Семен Височан, будучи корсунським полковником, через руйнування полкового міста певний час проживав в Лисянці. Однак, на іншу думку,  Семен Височан можливо ще у 1652 році очолював Лисянський полк, який знову виділився з Корсунського. На нетривалий час полк відновлювався у 1657—1659 та, можливо, у 1664—1665 роках.
Полковники — Данило Якимович (1648—1649, 1657—1659) та Семен Височан (1664—1665).